# Isabella Augusta Gregory

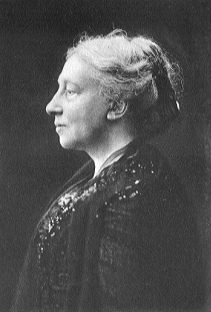
Isabella Augusta Gregory, 1913

Isabella Augusta, Lady Gregory (* 5. März 1852 in Roxborough bei Loughrea; † 22. Mai 1932 im Coole Park; Geburtsname Isabella Augusta Persse) war eine irische Dramatikerin und Folkloristin. Gemeinsam mit William Butler Yeats und anderen gründete sie das Irish Literary Theatre sowie das Abbey Theatre und verfasste eine Reihe von Kurzgeschichten. Sie schrieb auch Bücher über Geschichten aus der irischen Mythologie. Lady Gregory gehörte eigentlich zu einer Gesellschaftsschicht, die nahe mit der britischen Herrschaft in Irland in Verbindung stand, doch ihre kulturelle Verbundenheit mit der irischen Geschichte und Kultur und zum irischen Nationalismus sind symbolisch für die politische Wandlung in Irland während ihrer Lebenszeit. Gregory war die Tante des irischen Kunstsammlers und Gründers der Hugh Lane Gallery in Dublin, Sir Hugh Lane.
Lady Gregory gilt weiterhin als Organisatorin und treibende Kraft des Irish Literary Revival, einer Bewegung, die die traditionelle irische Literatur förderte. Ihr Landsitz Coole Park (Grafschaft Galway, nahe der Ortschaft Gort) galt als ein wichtiger Treffpunkt irischer Dichter und Literaten. Das Lebensmotto von Lady Gregory stammt von Aristoteles und lautete „To think like a wise man, but to express oneself like the common people.“ (Wie ein weiser Mann denken, aber sich wie ein Normalbürger ausdrücken).

## Frühes Leben und Heirat
Isabella Augusta war die jüngste Tochter einer Familie der anglo-irischen Gentry. Ihre Mutter, Frances Barry, war verwandt mit Standish O’Grady, 1. Viscount Guillamore. Ihr Vater, Dudley Persse, war ein direkter Nachfahre von Dudley Persse (1625–1699), einem anglikanischen Geistlichen aus dem 17. Jahrhundert. Durch ihre Schwester Adelaide war sie die Tante von Sir Hugh Lane. Das Anwesen in Roxborough umfasste 24 km², wurde aber während des irischen Bürgerkriegs niedergebrannt. Sie wurde zu Hause privat unterrichtet und durch das Kindermädchen der Familie – eine einheimische (katholische) Irin, die ihr die irische Geschichte und den irischen Mythos nahebrachte – stark geprägt. Diese frühe Berührung mit der irischen Literatur und Poesie hatte umso mehr Einfluss auf sie, als das Haus keine Bibliothek besaß und ihre Mutter, eine strenge Protestantin, ihr bis zum 18. Lebensjahr verboten hatte, Geschichten oder Romane zu lesen.
Am 4. März 1880 heiratete Isabella Augusta in einer protestantischen Kirche in Dublin den Witwer Sir William Henry Gregory, den Besitzer von Coole Park. Als Gattin eines Knights erhielt sie den Höflichkeitstitel Lady Gregory. Sir William Gregory, der 35 Jahre älter war als sie, war gerade als Gouverneur von Ceylon zurückgetreten und mehrfach Parlamentsmitglied. Er war sehr gebildet und hatte viele literarische und künstlerische Interessen. In seinem Haus befanden sich eine große Bibliothek sowie eine Vielzahl von Bildern und Kunstwerken. Er besaß ein Haus in London und das Paar verbrachte einen Großteil seiner Freizeit damit, dort wöchentliche Treffen mit führenden Literaten und Künstlern zu veranstalten, u. a. mit Robert Browning, Alfred Tennyson, John Everett Millais und Henry James. Ihr einziges Kind, Robert Gregory, wurde 1881 geboren, und starb als Pilot während des Ersten Weltkriegs – ein Schicksalsschlag, der W. B. Yeats zu seinen Gedichten „An Irish Airman Forsees His Death“ und „In Memory of Major Robert Gregory“ inspirierte.

## Frühe Werke
Die Gregorys reisten viel, unter anderem nach Ceylon, Indien, Spanien, Italien und Ägypten. In Ägypten hatte Lady Gregory eine Affaire mit dem englischen Poeten Wilfrid Scawen Blunt, während der sie eine Reihe von Liebesgedichten (A Woman’s Sonnets) schrieb. Blunt veröffentlichte diese Gedichte später unter seinem Namen. Lady Gregorys frühestes Werk unter eigenem Namen war Arabi and His Household (1882), ein Pamphlet (ursprünglich ein Brief an die Zeitung The Times) über Ahmed Urabi Pascha, den Anführer einer ägyptisch-nationalistischen Revolte gegen das Regime der Khediven. 1893 veröffentlichte sie A Phantom’s Pilgrimage, or Home Ruin – ein Anti-Nationalistisches Pamphlet gegen William Gladstones versprochenen 2. Home Rule-Act. Lady Gregory arbeitete auch ehrenamtlich in der Gemeinde von St. Stephen’s in Southwark (London) und schrieb „Over the River“ (1887) über die dortige Arbeit.
Während ihrer Ehezeit schrieb Lady Gregory eher literarischere Werke. 1883/1884 arbeitete sie an einer Serie über die Erinnerungen ihrer Kindheit mit dem Ziel, diese unter dem Titel „An Emigrant’s Notebook“ zu veröffentlichen, was jedoch nie geschah. In den Jahren 1890 und 1891 schrieb sie eine Reihe von Kurzgeschichten, die ebenfalls nie gedruckt wurden. Auch eine Reihe von unveröffentlichten Gedichten aus dieser Zeit ist erhalten geblieben.
Als Sir William Gregory im März 1892 verstarb, zog sich Lady Gregory nach Coole Park zurück, wo sie die Autobiografie ihres Mannes vervollständigte und 1894 veröffentlichte. Später schrieb sie über diese Phase ihres Lebens: If I had not married I should not have learned the quick enrichment of sentences that one gets in conversation; had I not been widowed I should not have found the detachment of mind, the leisure for observation necessary to give insight into character, to express and interpret it. Loneliness made me rich – “full”, as Bacon says. (Hätte ich nicht geheiratet, hätte ich nicht die rasche Verfeinerung der Sätze gelernt, wie man sie im Gespräch erlangt; wäre ich nicht Witwe geworden, hätte ich nicht die Abgeklärtheit des Geistes, die Muße zur Beobachtung gefunden, die man benötigt, um den Charakter zu erkennen, zu beschreiben und zu entschlüsseln. Die Einsamkeit hat mich reich gemacht - „erfüllt“, wie Bacon sagt.)

## Kultureller Nationalismus
Eine Reise ins Gaeltacht-Gebiet nach Inisheer, einer der Aran Islands, im Jahr 1893 erweckte ihr Interesse für die irische Sprache und die Folklore erneut. Sie organisierte einen Unterricht für die irische Sprache an einer Schule in ihrer Nähe und begann damit, Märchen und Mythen aus der Gegend um Coole Park zu sammeln. Diese Aktivität führte zur Publikation einer Serie von irischen Geschichten, z. B. A Book of Saints and Wonders (1906), The Kiltartan History Book (1909) und The Kiltartan Wonder Book (1910). Sie schrieb zudem eine Kollektion von kiltartanesischen (Englische Sprache mit gälischer Syntax – ein Dialekt, der hauptsächlich in der Gegend rund um Coole Park gesprochen wurde, benannt nach der Ortschaft Kiltartan) Versionen irischer Mythen, wie Cuchulain of Muirthemne (1902) und Gods and Fighting Men (1904). Für das erstgenannte der beiden Bücher schrieb W. B. Yeats das Vorwort, und in diesem „I think this book is the best that has come out of Ireland in my time.“ (Ich denke dieses Buch ist das beste aus dem Irland meiner Zeit) – ein Ausspruch, den James Joyce in seinem Roman Ulysses parodierte.
Gegen Ende des Jahres 1894 und ermutigt durch die positiven Rückmeldungen auf die Autobiografie ihres Mannes lenkte Lady Gregory ihre Aufmerksamkeit auf ein neues Projekt. Sie entschied sich Teile der Korrespondenz von Sir William Gregorys Großvater für eine Publikation aufzuarbeiten – das Werk „Mr Gregory’s Letter-Box 1813–30“ erschien 1898. Die dafür notwendigen historischen Nachforschungen in der irischen Geschichte waren ein wichtiger Grund für ihren Wechsel vom gemäßigten Unionismus ihrer frühen Werke (z. B. dem Pamphlet über die Home Rule) hin zur direkten und offenen Unterstützung des irischen Nationalismus – sie nannte dies später auch ein Misstrauen und eine Abneigung gegenüber England.

## Gründung des Abbey Theatre

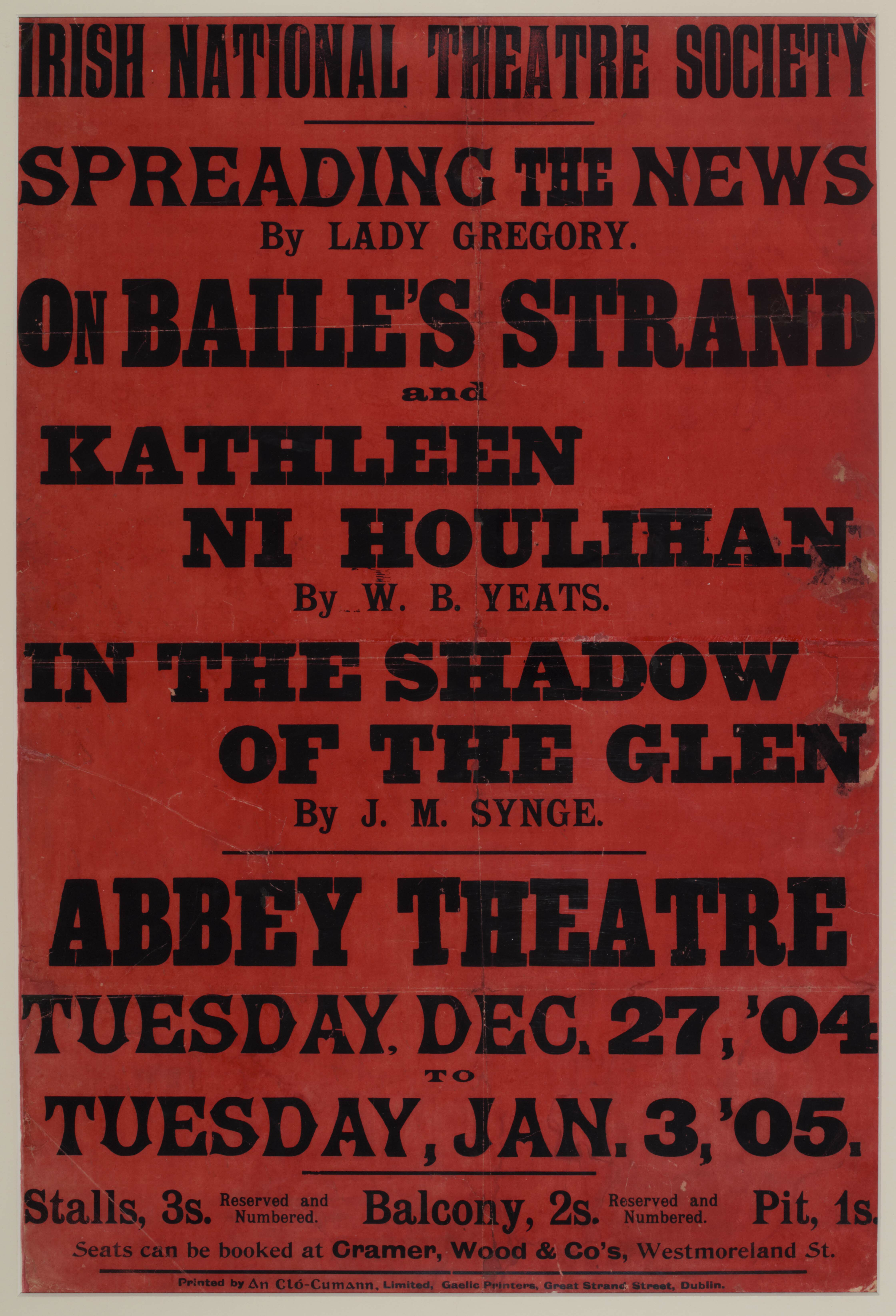
Poster des Abbey Theatres vom 27. Dezember 1904 bis 3. Januar 1905

Der Dramatiker Edward Martyn war ein Nachbar von Lady Gregory und in seinem Haus in Tullira traf sie erstmals W. B. Yeats. Die regelmäßigen Gespräche und Diskussionen über literarische Themen zwischen den dreien und anderen Literaten auf Dunguaire Castle und in Doorus House führten zur Gründung des Irish Literary Theatre im Jahr 1899. Lady Gregory übernahm es, genügend Gelder für dieses Theater zu sammeln. Die ersten Stücke, die dort aufgeführt wurden, waren Martyns The Heather Field und Yeats’ The Countess Cathleen. Während dieser Zeit arbeitete sie auch an Yeats’ frühen Schauspielen mit, insbesondere an den Dialogen bäuerlicher Charaktere. Das Irish Literary Theatre existierte nur zwei Jahre bis 1901, als dem Projekt die finanziellen Mittel ausgingen.
1904 formierten Lady Gregory, Martyn, Yeats, John Millington Synge, George William Russell, Annie Elizabeth Fredericka Horniman, William Fay sowie Frank Fay die Irish National Theatre Society. Die erste Aufführung der Society fand in der Molesworth Hall in Dublin statt. Als das Hibernian Theatre of Varieties in der Lower Abbey Street sowie ein angrenzendes Gebäude in der Marlborough Street frei wurden, einigten sich Horniman und W. Fay, diese zu kaufen und an die Bedürfnisse der Society anzupassen. In diesen Gebäuden (dem Abbey Theatre) fand mit „Spreading the News“ am 27. Dezember 1904 die Eröffnung statt.

## Spätere Karriere
Lady Gregory blieb bis 1928 eine der Leiterinnen des Theaters, als sie aufgrund von Gesundheitsproblemen von diesem Posten zurücktrat. Während dieser Zeit schrieb sie mehr als 40 Schauspiele, die heutzutage nur selten aufgeführt werden und auch in der damaligen Zeit nur bedingt erfolgreich waren. Der irische Schriftsteller Oliver St. John Gogarty schrieb einst: „Die andauernden Aufführungen ihrer Schauspiele ruinierten fast das Abbey“ (Theatre). Zusätzlich zu den Bühnenstücken schrieb Lady Gregory eine zweiteilige Abhandlung über die Folklore ihrer Geburtsregion mit dem Titel „Visions and Beliefs in the West of Ireland“ (1920). 1919 spielte sie die Hauptrolle in drei Aufführungen von Cathleen Ni Houlihan.
Während ihrer Zeit beim Abbey Theatre blieb Coole Park ihr eigentlicher Wohnort. Wenn sie in Dublin weilte, wohnte sie stets in verschiedensten Hotels, in denen sie mit Schauspiel-Bewerbern Vorstellungsgespräche führte und nach Erstaufführungen Feiern veranstaltete. Einen Großteil der Tage in Dublin verbrachte Lady Gregory mit diversen Übersetzungsarbeiten in der irischen Nationalbibliothek.
Lady Gregory galt als sehr konservativ – zum Beispiel schrieb sie, als Denis Johnston sein Stück „Shadowdance“ beim Abbey Theatre einreichte, „The Old Lady says No“ (Die alte Dame sagt „Nein“) auf die Titelseite des Manuskripts und lehnte es ab. Johnson entschied sich, sein Stück umzubenennen und letztendlich wurde es als „The Old Lady says No“ im Gate Theatre 1928 uraufgeführt.

## Rückzug und Tod

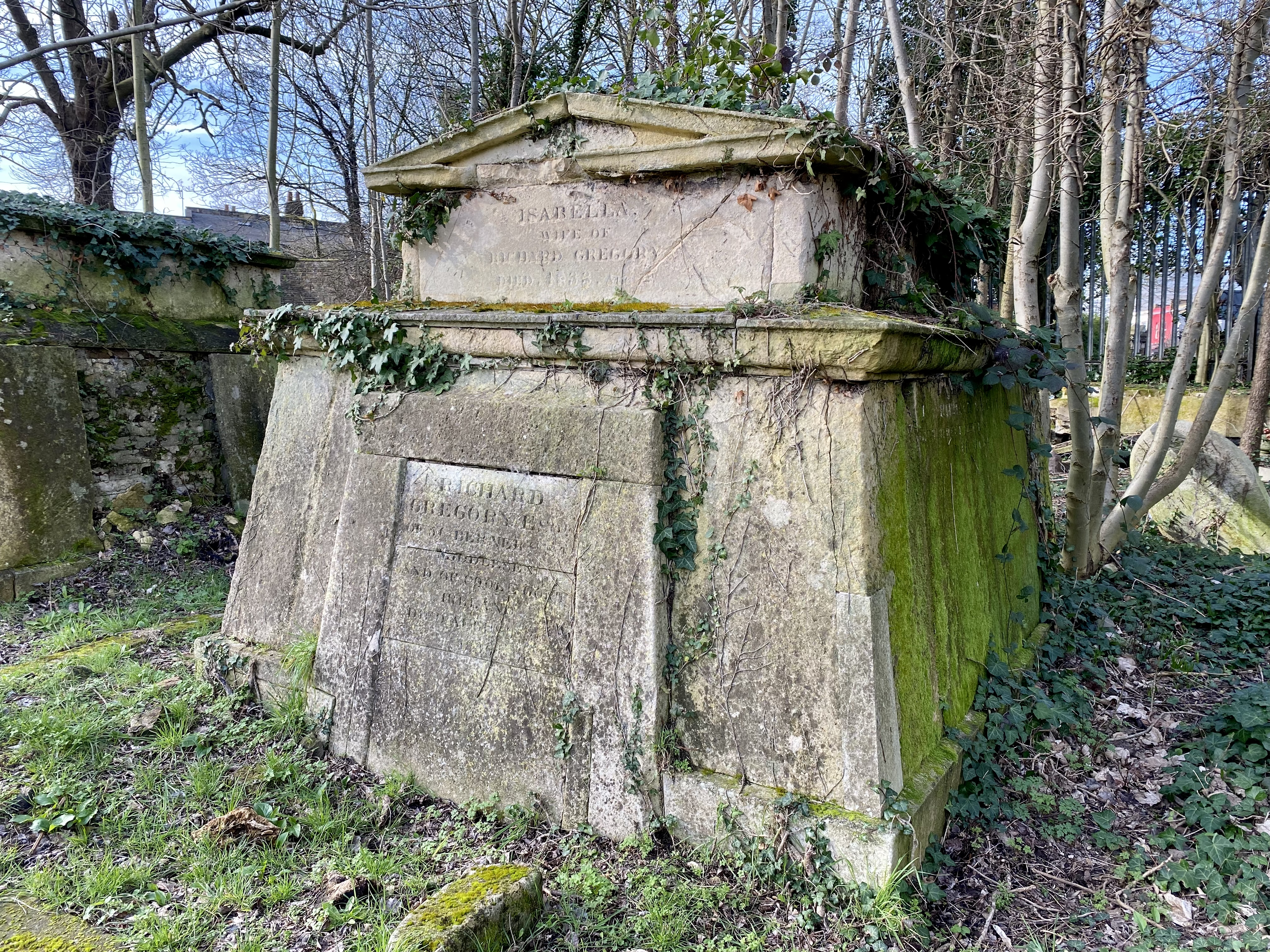
Mausoleum of Isabella and Richard Gregory

1928 entschied Lady Gregory, bereits 76 Jahre alt, sich aufgrund von gesundheitlichen Problemen von der Arbeit am Abbey Theatre zurückzuziehen und kehrte nach Coole Park zurück, besuchte aber weiterhin regelmäßig Dublin. Obwohl das Haus und das Anwesen bereits 1927 an die Irish Forestry Commission verkauft worden waren, besaß Lady Gregory dort lebenslanges Wohnrecht. Vor ihrer Zeit am Abbey Theatre war Coole Park ein wichtiger Anlaufpunkt der irischen Literatur im Rahmen der Irish Literary Revival gewesen und nach ihrer Rückkehr begann sie damit, diese Tradition wieder aufleben zu lassen. Aus dieser Zeit stammen die noch heute in der Rinde des sog. Autograph Tree sichtbaren Initialen von literarischen Größen wie Synge, Yeats, George Moore, Sean O’Casey, George Bernard Shaw, Katharine Tynan und Violet Martin.
Yeats schrieb fünf Gedichte über Coole Park bzw. die nähere Umgebung: „The Wild Swans at Coole“, „I walked among the seven woods of Coole“, „In the Seven Woods“, „Coole Park, 1929“ und „Coole Park and Ballylee, 1931“. Die Frau, die Shaw einst mit den Worten „the greatest living Irishwoman“ beschrieb, starb 1932 80-jährig in ihrem Haus an Brustkrebs. Beerdigt ist Lady Gregory auf dem New Cemetery in Bohermore (County Galway).
Sämtliche Gegenstände aus dem Haus von Coole Park wurden drei Monate nach ihrem Tod versteigert und das Haus selbst wurde 1941, vollkommen verfallen, abgerissen. Die Schauspiele von Lady Gregory wurden nach ihrem Tod nur noch selten aufgeführt. „The Rising of the Moon“ wurde allerdings 1957 von John Ford für das Kino verfilmt und schon 1937 als 30-minütiges Fernsehspiel für die BBC produziert: eines der ersten Fernsehspiele in der Geschichte des Fernsehens überhaupt. Lady Gregory führte für einen Großteil ihres Lebens Tagebücher, von denen viele nachträglich veröffentlicht wurden. Diese Tagebücher bilden eine reichhaltige Quelle für Informationen über die irische Literaturgeschichte in den ersten drei Jahrzehnten des 20. Jahrhunderts.

## Werke

### Eine Auswahl ihrer Schauspiele
- Twenty Five (1903)
- Spreading the News (1904)
- Kincora: A Play in Three Acts (1905)
- The White Cockade: A Comedy in Three Acts (1905)
- Hyacinth Halvey (1906)
- The Doctor in Spite of Himself (1906)
- The Canavans (1906)
- The Rising of the Moon (1907)
- Dervorgilla (1907)
- The Workhouse Ward (1908)
- The Rogueries of Scapin (1908)
- The Miser (1909)
- Seven Short Plays (1909)
- The Image: A Play in Three Acts (1910)
- The Deliverer (1911)
- Damer’s Gold (1912)
- Irish Folk History Plays (First Series 1912, Second Series 1912)
- McDonough’s Wife (1913)
- The Image and Other Plays (1922)
- The Dragon: A Play in Three Acts (1920)
- The Would-Be Gentleman (1923)
- An Old Woman Remembers (1923)
- The Story Brought by Brigit: A Passion Play in Three Acts (1924)
- Sancha’s Master (1927)
- Dave (1927)

### Prosa und Übersetzungen
- Arabi and His Household (1882)
- Over the River (1887)
- A Phantom’s Pilgrimage, or Home Ruin (1893)
- Hrsg., Sir William Gregory, KCMG: An Autobiography (1894)
- Hrsg., Mr Gregory’s Letter-Box 1813-30 (1898)
- Hrsg., Ideals in Ireland: A Collection of Essays written by AE and Others (1901)
- Cuchulain of Muirthemne: The Story of the Men of the Red Branch of Ulster arranged and put into English by Lady Gregory (1902)
- Ulster (1902)
- Poets and Dreamers: Studies and Translations from the Irish (1903)
- Gods and Fighting Men (1904)
- A Book of Saints and Wonders, put down here by Lady Gregory, according to the Old Writings and the Memory of the People of Ireland (1906)
- The Kiltartan History Book (1909)
- A Book of Saints and Wonders (1906)
- Our Irish Theatre: A Chapter of Autobiography (1913)
- Kiltartan Poetry Book, Translations from the Irish (1919)
- Visions and Beliefs in the West of Ireland (1920)
- Hugh Lane’s Life and Achievement, with some account of the Dublin Galleries (1921)
- Case for the Return of Sir Hugh Lane’s Pictures to Dublin (1926)
- Seventy Years (1974).

### Zeitschriften
- Lennox Robinson, Hrsg., Lady Gregory’s Journals 1916-30 (1946)
- Daniel Murphy, Hrsg., Lady Gregory’s Journals Vol. 1 (1978); Lady Gregory’s Journals, Vol. II (1987)
- James Pethica, Hrsg., Lady Gregory’s Diaries 1892-1902 (1995)